# Кноблаух, Карл Германн
Карл Герман Кноблаух (нем. Karl-Hermann Knoblauch; 1820—1895) — немецкий физик.
После завершения университетского курса в 1847 году Кноблаух два года в качестве приват-доцента читал в Берлине лекции по физике, затем был назначен экстраординарным профессором в Марбурге (1849—1853), откуда перешёл в 1853 году в Университет Галле в качестве ординарного профессора в Галле.
Кноблаух был известен главным образом своими работами над явлениями лучистого тепла; ему и Меллони наука была обязана основными положениями этого отдела физики; из других работ Кноблауха выделяется исследование, проведённое им вместе с английским физиком Тиндалем, над магнитными свойствами кристаллов. С 1878 года Кноблаух был президентом королевской саксонской Леопольдовой академии немецких естествоиспытателей.